# مروان خوري
مروان خوري (3 فبراير 1968) مغني لبناني، كاتب وملحن. ألّف ولحَّن أعمالا لكبار الفنانين مثل: ماجدة الرومي، صابر الرباعي، نوال الزغبي، أصالة نصري، نجوى كرم، فضل شاكر، ملحم زين، إليسا، كارول سماحة وميريام فارس

## حياته ومشواره المهني
درس في جامعة الروح القدس - الكسليك السولفيج والهارموني والعزف على البيانو. وعندما كان في السابعة من عمره شارك في حفلات فنية، كما أنه قاد فرقة برنامج ليلة حظ مع المخرج سيمون أسمر الذي عرضته قناة المؤسسة اللبنانية للإرسال، إضافة إلى مشاركته كعازف في فرقة رفيق حبيقة في برنامج ستوديو الفن عام 1993 والذي عرض على قناة المؤسسة اللبنانية للإرسال. وفي سنة 1987 حصل على الجائزة الثانية في التلحين من جامعة الروح القدس - الكسليك قدمها له ممثل لرئيس الجمهورية أمين الجميّل.
وفي عام 1995 صدرت له أغنية فيك لما بلاك. وبعام 2002 صدر له ألبوم تحت عنوان خيال العمر وكان من إنتاج «شركة ريلاكس إن» و"ميجا ستار"، وصور من هذا الألبوم أغنية «يا شوق» على طريقة الفيديو كليب مع المخرج باسم كريستو. وهكذا سلك طريقه نحو النجاحات ليحقق الإنجازات المبهرة في عالم الفن

### حياته الأسرية
تزوج مدنياً في قبرص من اللبنانية "ندى رمال في يوم الاثنين، الموافق الـ 12 من كانون الأول 2022

## الألبومات
| العام | الألبوم    | المنتج               | الأغاني |
| ----- | ---------- | -------------------- | --- |
| 1987  | كاسك حبيبي | ريلاكس إن            | |
| 2002  | خيال العمر | ريلاكس إن، ميجا ستار | خيال العمر، يا رايح، يا شوق، فيك يما بلاك، لاصبر على ويله، على بالي، متلك ما حدا                                                                                         |
| 2004  | كل القصايد | روتانا               | كل القصايد، خدني معك، كل ساعة، نصيبي، ارجعلي حبيبي، البنت اللبنانية، بدي                                                                                                 |
| 2005  | قصر الشوق  | روتانا               | قصر الشوق، حلوة الحياة، يامن بدمعي، عندي شعور، لا تفكر، خايف لا تروحي، خلينا نعيش، و بقلك شو، ماعندن خبر                                                                 |
| 2008  | انا والليل | روتانا               | أنا و الليل، يا رب (مع كارول سماحة)، لو في، القرار، خاينة، ليل امبارح، دواير، لولا الهوى، قولك، خليك                                                                     |
| 2010  | راجعين     | روتانا               | راجعين، تم النصيب، فكرت نسيت، تعودت عليك، وطي صوتك، رقصة، الحدود، أدري، مش خايف علبنان                                                                                   |
| 2013  | العدالعكسي | روتانا               | العد العكسي، لحن قلبي، أنت ومعي، كنا اتفقنا، قلبك على قلبي، لما بشوفك، مش عم بتروحي من بالي، حدا قلك، لو تعرف، ايه احبه، الليلة ليلتنا، محتاج لك، صلاة فنان، لعبة الحياة |

## الأغاني المصورة
| العام | الأغنية                   | المخرج         | المنتج               |
| ----- | ------------------------- | -------------- | -------------------- |
| 2002  | يا شوق                    | باسم كريستو    | ريلاكس إن، ميجا ستار |
| 2004  | كل القصايد                | كلود خوري      | روتانا               |
| 2005  | خدني معك                  | كلود خوري      | روتانا               |
| 2005  | قصر الشوق                 | كلود خوري      | روتانا               |
| 2005  | كل ساعة                   | كلود خوري      | روتانا               |
| 2008  | يا رب بمشاركة كارول سماحة | تيري فردان     | روتانا               |
| 2010  | تم النصيب                 | فابيان دوفليس  | روتانا               |
| 2012  | كنا إتفقنا                | داني خوري      | إنتاج خاص            |
|       |                           |                |                      |
| 2020  | كمل حياتك                 | فالنتينا خاوند | إنتاج خاص            |
| 2021  | مهلاً على قلبي             | ليال راجحة     | إنتاج خاص            |
| 2024  | خدي الغمرات بمشاركة بلقيس | بهاء خداج      | إنتاج خاص            |
| 2024  | الأنا                     | وليد ناصيف     | إنتاج خاص            |

## أغاني المسلسلات
| العام | الأغنية       | المسلسل            |
| ----- | ------------- | ------------------ |
| 2013  | العد العكسي   | لعبة الموت         |
| 2014  | ناطر          | علاقات خاصة        |
| 2015  | الحب رجائي    | قابل للكسر         |
| 2015  | حبي الأناني   | تشيللو             |
| 2015  | قلبي دق       | قلبي دق            |
| 2016  | مش أنا        | مش أنا             |
| 2016  | كلام الليل    | مدرسة الحب         |
| 2017  | يا بتكون لئلي | مذكرات عشيقة سابقة |
| 2018  | مش أنت حبيبي  | حبيبي اللدود       |
| 2019  | أنا بصراحة    | أنتي مين           |
| 2023  | كريستال       | كريستال            |

## تقديم البرامج
في أكتوبر 2017 قدم برنامج «طرب» مع مروان خوري على شاشة التلفزيون العربي، والذي عرضت أولى حلقاته مساء الجمعة 13 تشرين من إعداد ميلاد حدشيتي وإخراج وليد ناصيف

## ألحانه و كلماته

### ماجدة الرومي
- أحبك جداً
- غني للحب
- ما رح إبكي
- لا تسأل
- ما كنت قول

### كارول سماحة
- حبيب قلبي
- اتطلع فيي
- يا رب (مع مروان خوري)
- خليك بحالك
- حدودي السما
- أنت طفل كبير
- الشرق العظيم
- ذكرياتي
- بتآمن بالصدفة

### إليسا
- بتمون
- كرمالك
- سلملي عليه
- في شي انكسر
- أمري لربي
- ذنبي أنا
- لو
- على دربك
- كلو وهم
- حظي ضحكلي
- شو كان بيمنعك
- تعبانة منك

### نوال الزغبي
- تيا
- الدلعونة
- قلبي دق (كلمات مروان خوري وألحان بودي نعوم)
- يا رايح
- يوم اللي مشي

### فضل شاكر
- معقول
- نار الشوق
- ظلموني
- تدري ليه
- العام الجديد (ألحان فقط)

### صابر الرباعي
- عز الحبايب
- نادم

### عبد المجيد عبد الله
- سمعني غنية

### أصالة نصري
- علمتني
- روح

### ملحم زين
- نامي
- ردوا حبيبي
- حلفتلك

### نجوى كرم
- شو مغيرة
- بنوب

### فارس كرم
- عشقان
- لولاك يالبنان
- صيليني
- الله الله
- جانن

### عاصي الحلاني
- متل الكذبة (كلمات مروان خوري وألحان بودي نعوم)
- لالي
- هذا مو عدل

### راغب علامة
- حبيني

### وردة الجزائرية
- أمل

### نور مهنا
- وين

### باسمة
- كاسك حبيبي
- عيونو
- راحو
- تغير
- لا تفل

### مادلين مطر
- على بالي هواك
- صيادك
- لاجمال الشقر
- لو يوصفوك
- دايب قلبي
- شرقي غربي
- لا تنام ع حرير

### جاد نخلة
- مغرم
- ويلي منك
- بنت بلادي

### ريدا بطرس
- علقتني
- ماشي يازمن

### نقولا سعادة نخلة
- كوني مرا
- الله معا

### إليسار
- وقف يا زمان
- كل شي تغير

### مايا نصري
- روح
- جاي الوقت

### سيرين عبد النور
- عادي
- العيون العسلية
- بلا حدود

### عامر زيان
- رح غني الليلة

### غسان صليبا
- لو فيي

### شذى حسون
- عشاق

### شيراز
- شو بعمل بهالقلب

### سابين
- آخر همك

### كاتيا حرب
- عالموعد
- عالقليلي عاتب

### عبير نعمة
- وينك
- قديش بحبك
- إحساسي

### لطيفة
- طفل صغير

### غادة رجب
- نفس المكان

### دينا حايك
- حق الله

### رامي عياش
- الله عليك

### آدم
- نحنا سوا (كلمات فقط)
- حدا عارف

### محمد خيري
- نقطة انتهى

ميريام فارس
• بتروح

## جوائز
في عام 2003 حصل على جائزة الموريكس دور Murex D’OR كأفضل ملحن. وفي عام 2004 حاز على جائزة الفنان الشامل في الموريكس دور أيضاً, وللمرة الثانية حاز في عام 2023 على جائزة الفان الشامل من Murex D’OR تكريماً عن 20 سنة من النجاح والاستمرارية .

## مهرجانات
شارك بالعديد من الحفلات والمهرجانات في لبنان والوطن العربي منها حفلات مهرجان موازين بالرباط مهرجان قرطاج. وشارك بعدد من الحفلات في دار الأوبرا المصرية بالقاهرة والإسكندرية.

## وصلات خارجية
- مروان خوري على موقع IMDb (الإنجليزية)
- مروان خوري على موقع ميوزك برينز (الإنجليزية)
- مروان خوري على موقع ديسكوغز (الإنجليزية)
- مروان خوري على موقع قاعدة بيانات الفيلم (الإنجليزية)